# Комадай

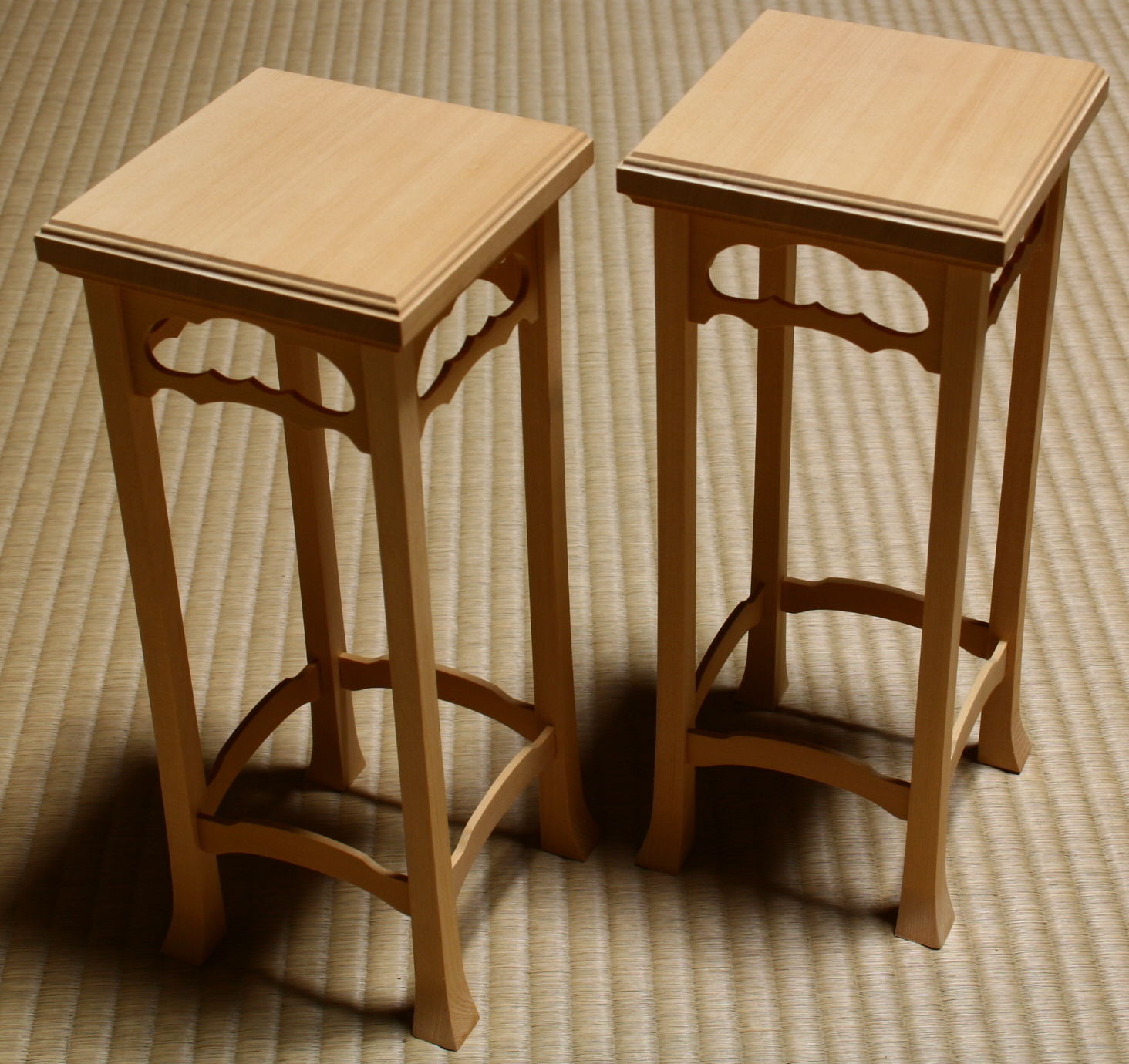
Комадай

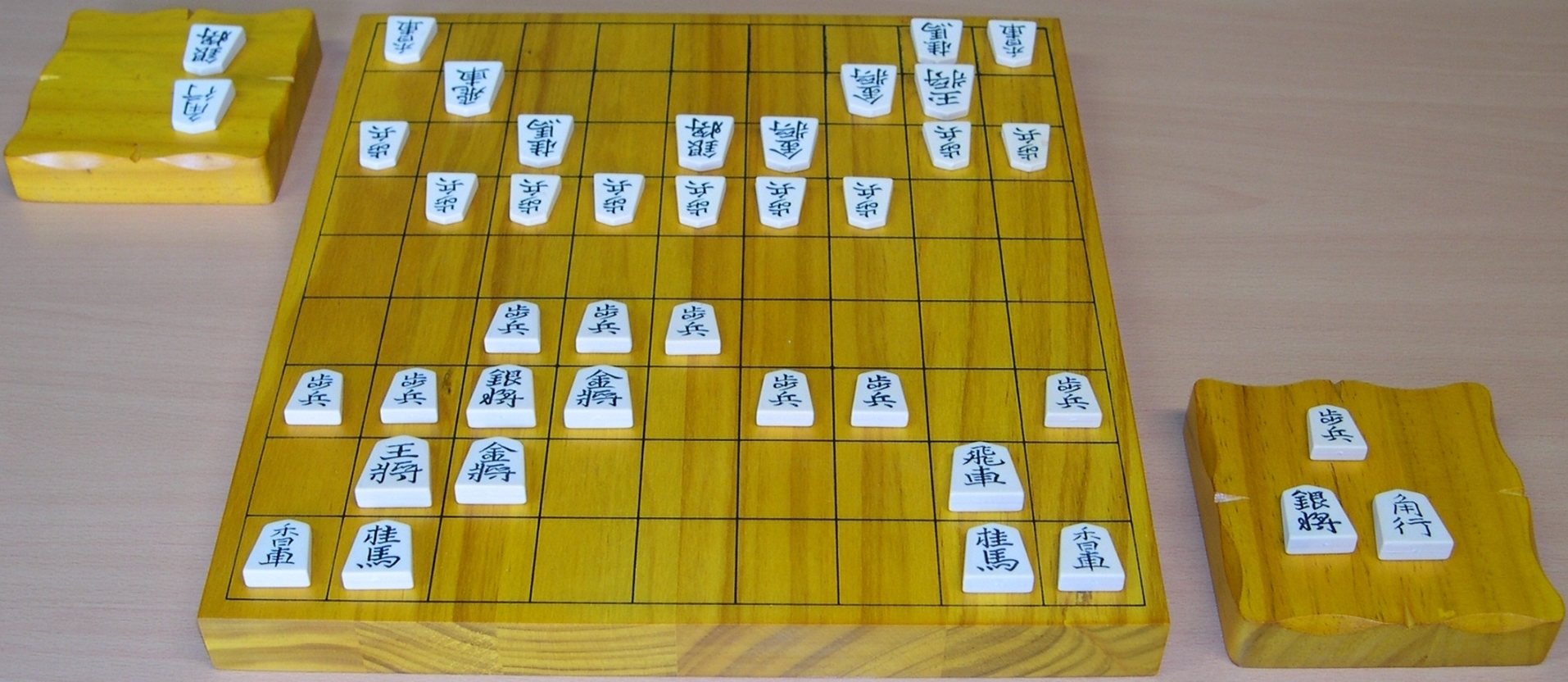
Настольный набор с плоскими комадай

Комадай (яп. 駒台 «подставка для фигур») — элемент инвентаря для игры в сёги: специальные столики для фигур сёги  «в руке».

## Форма
Комадай имеют одинаковую высоту с доской или чуть ниже её, и обычно изготавливаются из того же сорта дерева, что и сам сёгибан, но допустимы и комадай чуть более тёмного цвета, чем доска. Комадай бывают с четырьмя ножками (в форме резных табуреточек) или с одной ножкой.
Рабочая поверхность комадай имеет квадратную или близкую к ней форму и размер порядка 12—15 см (втрое меньше доски).
Комадай для настольных досок делаются без ножек, из цельных брусков дерева; при игре на плоских (пластиковых) досках комадай обычно отсутствуют.

## Применение
Во время партии комадай ставятся рядом с доской, по правую руку от каждого игрока. 
Назначение комадай — в том, чтобы игроки ясно видели фигуры в руке друг у друга и чтобы им было трудно закрывать фигуры «в руке» от соперника или вертеть их в руках (подобное поведение считается грубым нарушением этикета). Во время партии, при съедении  игрок обязан немедленно положить захваченную фигуру на комадай.
Если комадай в наборе отсутствуют, то фигуры «в руке» кладутся лицевой стороной вверх справа от доски (или перед доской, если справа нет места, или там они будут плохо видны противнику).